# Вердиккио
Вердиккио — итальянский сорт винограда, используемый для изготовления белых вин.

## География
Относится к эколого-географической группе западноевропейских сортов винограда. Выращивают в основном в  Марке, Центральная Италия. Имеются исторические документы, что вердиккьо на территории Марке выращивали еще в XIV в.

## Основные характеристики
Сила роста лозы средняя. Лист средний, пятилопастный. Гроздь средняя. Цветок обоеполый. Ягоды средней величины, округлые, зеленовато-желтые. Урожайность этого сорта винограда сильно зависит от условий но как правило не высока. Относится к сортам позднего периода созревания.

## Применение
Сорт является основой  для создания  вин: игристых, сухих. 

## Синонимы
Носит также следующие названия: Verdicchio Bianco, Verdicchio Verde, Verdicchio Giallo, Trebbiano di Soave, Trebbiano di Lugana